# Paco Ignacio Taibo I
Francisco Ignacio (Paco) Taibo Lavilla González Nava Suárez Vich Manjón (Gijón, 19 juli 1924 - Mexico-Stad, 13 november 2008) was een Spaans-Mexicaans schrijver, essayist en journalist.
Taibo was afkomstig uit Asturië maar ontvluchtte met zijn gezin in 1959 de Spaanse Franco-dictatuur en vestigde zich in Mexico, waar hij de stichter en het hoofd werd van het culturele deel en grootste Mexicaanse krant, El Universal.
Hij stierf eind 2008 op 84-jarige leeftijd aan een longontsteking. Paco Ignacio Taibo I was de vader van Paco Ignacio Taibo II, evenals zijn vader een schrijver, en van de filmproducent Carlos Taibo.

## Werken

### Romans
- Juan M. N. (1955)
- Fuga, hierro y fuego (1979)
- Para parar las aguas del olvido (autobiografie, 1982)
- Siempre Dolores (1984)
- Pálidas Banderas (1989)
- Flor de la tontería (1997)
- Tres tuertos en el agua (onvoltooid)

### Essays
- Historia popular del cine
- El cine por mis pistolas
- El Indio Fernández
- María Félix, La Doña
- El libro de todos los moles

### Kronieken
- Ocurrencias
- Notas de viaje
- El hombre sin corbata y otras fabulaciones

- Bibsys: 1498562805489
- Biblioteca Nacional de España: XX1073103
- Bibliothèque nationale de France: cb12288133m (data)
- Catàleg d'autoritats de noms i títols de Catalunya: 981058518519806706
- Gemeinsame Normdatei: 123754267
- International Standard Name Identifier: 0000 0001 1455 6104
- Library of Congress Control Number: n79069927
- Nationale bibliotheek van Australië: 35726573
- Nederlandse Thesaurus van Auteursnamen: 168635151
- Réseau des bibliothèques de Suisse occidentale: 02-A012496672
- Istituto Centrale per il Catalogo Unico: BVEV026994
- LIBRIS: 323176
- Système universitaire de documentation: 059525827
- Trove: 1060103
- Virtual International Authority File: 116098823
- WorldCat: E39PBJdcyV7DRckTtDgcvT34v3